# Bystrzyca Kłodzka
Bystrzyca Kłodzka (en allemand : Habelschwerdt ; en tchèque : Kladská Bystřice) est une ville polonaise du powiat de Kłodzko, située dans le sud-ouest du pays, dans la voïvodie de Basse-Silésie. Elle est le chef-lieu de la commune (gmina) de Bystrzyca Kłodzka.

## Géographie

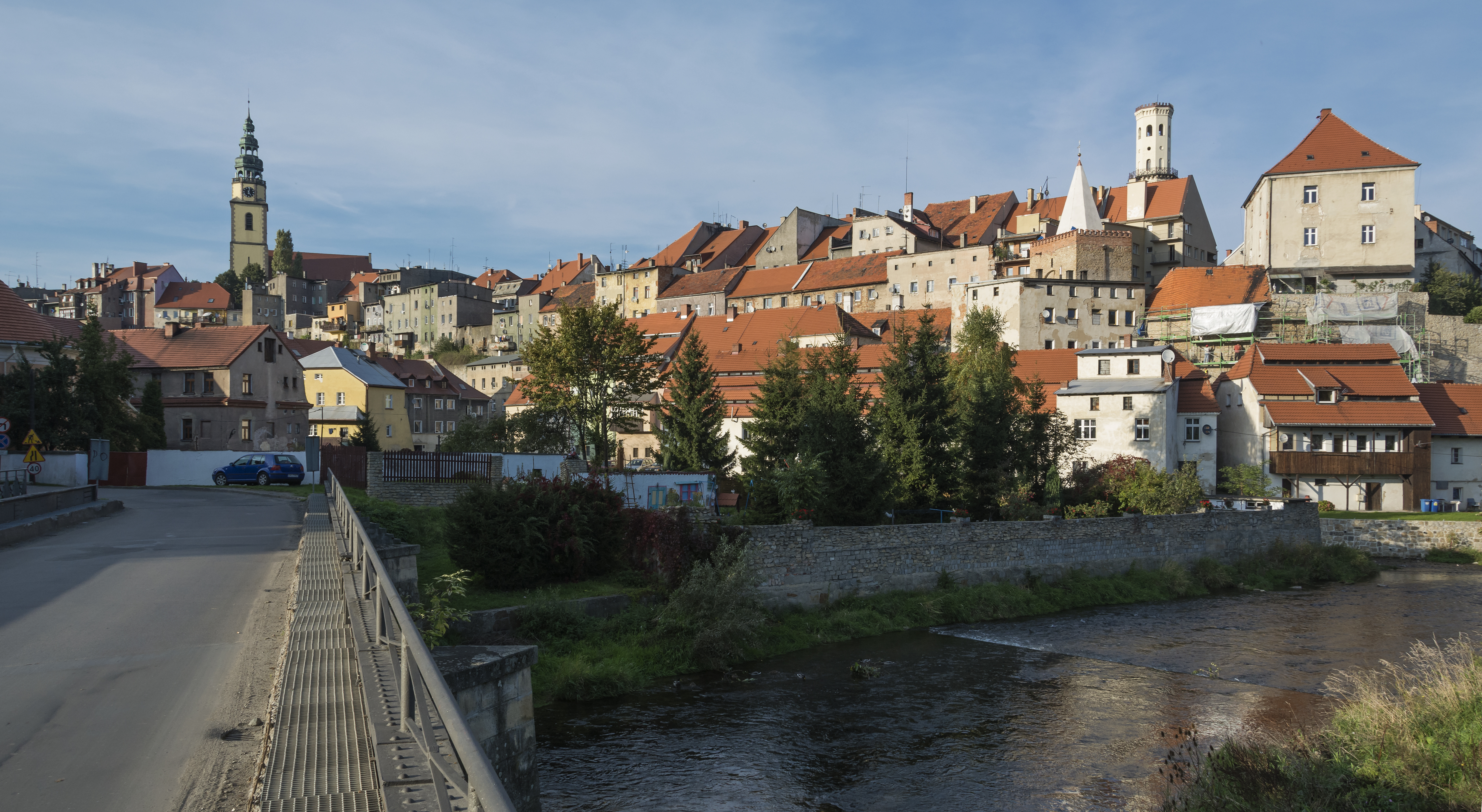
Vue sur la vieille-ville.

La ville se situe sur la rive gauche de la Neisse de Glatz (Nysa Kłodzka) dans une cuvette au milieu des Sudètes. Bystrzyca Kłodzka se trouve à environ 20 kilomètres au sud de Kłodzko.

## Histoire
Fondée au cours de la colonisation germanique dans la deuxième moitié du XIIIe siècle, la ville se développa à côté d'un village slave (Bystřice). À ce temps, le domaine faisait partie des biens du seigneur Havel de Lemberk, mari de Zdislava canonisée en 1995. Le roi Jean Ier de Bohême a conféré à Hawelswerd le statut de ville royal, un privilège confirmé par son fils l'empereur Charles IV en 1348.
Dès sa fondation, le lieu a bénéficié d'une situation favorable sur la route commerciale de Wrocław (Vratislavie) en Silésie par les Sudètes à Brno en Moravie. De nombreux artisans, notamment des tisserands s'établissaient dans la ville ; un moulin à foulon est documenté en 1319.
Dévastés durant les croisades contre les hussites dans les années 1420, les domaines dans la cuvette de Kłodzko (Glatz) ont été acquis par Georges de Poděbrady, élu roi de Bohême en 1458. L'année suivante, il a créé le comté de Glatz en apanage pour son fils cadet Victor, confirmé par l'empereur Frédéric III. En 1469 Habelschwerdt a été pillée par des troupes silésiennes, alliées du roi hongrois Matthias Corvin.

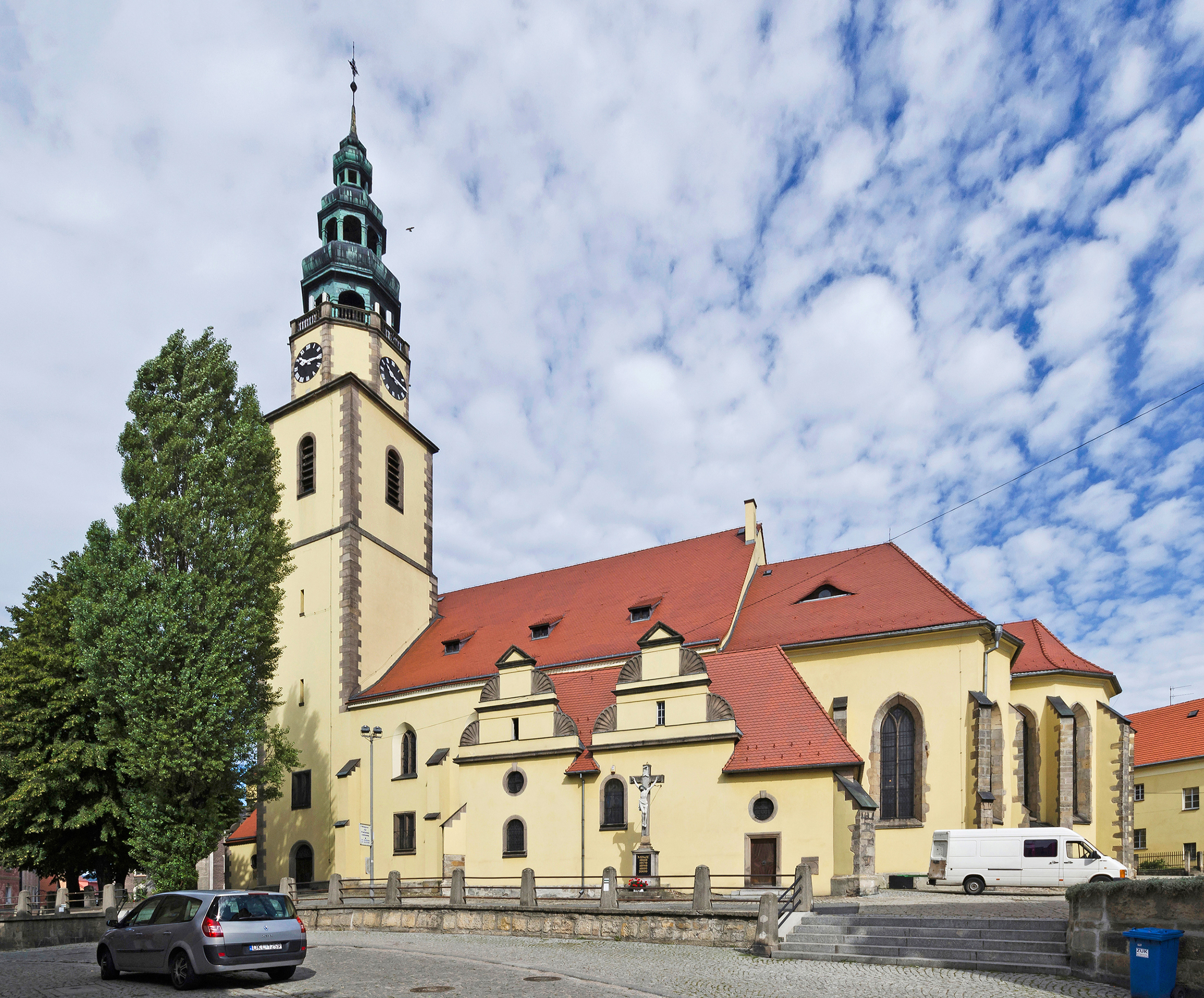
Église paroissiale Saint-Michel.

Dès 1526, les pays de la couronne de Bohême font partie de la monarchie de Habsbourg. Au cours de la Réforme protestante, les citoyens se tournèrent tout d'abord vers les mouvements radicaux de Caspar Schwenckfeld et de l'anabaptisme ; plus tard, depuis le début des persécutions au milieu du XVIe siècle, ils accueillaient le luthéranisme. Pendant la guerre de Trente Ans, la population est soumise aux mesures de la Contre-Réforme.
Après la première guerre de Silésie, en 1742, le comté de Glatz, conjointement avec la Basse-Silésie au nord, fut annexé par le royaume de Prusse sous Frédéric le Grand. Dans la seconde guerre de Silésie (1744-1745), la ville est à nouveau pillée par les troupes hongroises et les pandoures de Franz de Trenck. Au cours de la guerre de succession de Bavière (1778-1779), Habelschwerdt subit d'importants dégâts matériels par des tirs de mortier lors de l'attaque surprise menée le 18 janvier 1779 par les Autrichiens contre les deux bataillons du régiment von Luck dont l'un est stationné à l'intérieur de la muraille de la ville, l'autre dans les faubourgs.  
Après le congrès de Vienne en 1815, Habelschwerdt est le chef-lieu de l'arrondissement d'Habelschwerdt dans le district de Reichenbach puis (en 1820) dans le district de Breslau au sein de la Silésie prussienne.
En 1945, vers la fin de la Seconde Guerre mondiale, la ville fut conquise par l'Armée rouge. L'établissement de la frontière germano-polonaise sur la ligne Oder-Neisse l'intègre à la république de Pologne. La population germanophone restante était expulsée. De 1975 à 1998, la ville se trouve dans la voïvodie de Wałbrzych.

## Jumelages
La ville de Bystrzyca Kłodzka est jumelée avec :
- Alcañiz (Espagne)
- Amberg (Allemagne)
- Kaźmierz (Pologne)
- Laissey (France)
- Massa Martana (Italie)
- Ústí nad Orlicí (Tchéquie)

## Personnalités liées à la ville
- Rudolf Bial (1834-1881), violoniste, compositeur, chef d'orchestre et directeur de théâtre ;
- Andreas Hönisch (1930-2008), prêtre catholique ;
- Klaus Neumann (né en 1942), athlète, spécialiste du triple saut ;
- Marcin Marciniszyn (né en 1982), athlète, spécialiste du 400 m.